# Kim Bergkvist
Hanna Lova Kim Bergkvist, född 4 mars 1990 i Lund, är en svensk musikalartist och sångare.

## Biografi
Kim Bergkvist började studera vid Kulturamas musikallinje i Stockholm, 2009-2011, för att sedan antas till musikteater-utbildningen vid Royal Academy of Music, i London, 2012-2013. 2015 spelade Kim rollen som Mrs. Andersen i A Little Night Music, London. 2016-2018 studerade hon på Högskolan för scen och musik i Göteborg. På Helsingborgs Stadsteater spelade Kim rollen som Josefine i Idioterna, 2018. I Sweeney Todd på Dalateatern i Falun spelade Kim rollen som Johanna, 2019.

## Teater

### Roller (ej komplett)
| År   | Roll                        | Produktion                                                             | Regi                             | Teater                                 |
| ---- | --------------------------- | ---------------------------------------------------------------------- | -------------------------------- | -------------------------------------- |
| 2014 | Solist                      | Curtain up!                                                            | Bjorn Dobbelaere                 | Prince Edward Theatre, London          |
| 2015 | Mrs. Andersen               | A Little Night Music                                                   | Tim McArtur                      | Ye Olde Rose and Crown Theatre, London |
| 2016 | Solist                      | Aida Entertainment                                                     | Aida Entertainment               | Aida Aura, (tour)                      |
| 2016 | Guardian of Light           | Ljuslab!                                                               | Göteborgsoperan, SKAPA           | Bergsjön                               |
| 2017 | Backing vocalist            | Rock The Night, (show)                                                 | Kee Marcello                     | Sundspärlan, Helsingborg               |
| 2018 | Josephine                   | Idioterna                                                              | Anja Suša                        | Helsingborgs stadsteater               |
| 2018 | Lotta                       | På Farfars Tid                                                         | Annika Kofoed                    | Klippans Bruksspel                     |
| 2019 | Backing vocalist            | Arrival, (Abba show)                                                   | Victoria Norback                 | US-tour                                |
| 2019 | Johanna                     | Sweeney Todd                                                           | Patrik Pettersson                | Dalateatern, Falun                     |
| 2019 | Hedvig-Charlotta Sunnerdahl | Sunnerdahl                                                             | Annika Kofoed                    | Klippans Bruksspel                     |
| 2020 | Ophelia                     | Hamlet Live                                                            | Peter Holst-Beck, Barney McKenna | Kronborgs Slott, Helsingör, Danmark    |
| 2020 | Marianne                    | Försoning                                                              | Annika Kofoed                    | Musik i Syd, (tour)                    |
| 2024 |                             | Oceanen vid vägens slut (The ocean at the end of the lane) Neil Gaiman | Maria Löfgren                    | Helsingborgs stadsteater               |